# 幼年者接見不許可事件
幼年者接見不許可事件（ようねんしゃせっけんふきょかじけん）は未決勾留者が14歳未満の幼年者と接見することを禁じた監獄法施行規則が有効か無効かについて問われた訴訟。

## 概要
片岡利明（養子縁組後は益永利明）は三菱重工爆破事件を含めた連続企業爆破事件で殺人罪や爆発物取締罰則違反で未決勾留された中で、下級審で死刑判決を受けて上訴していたが、1983年4月に死刑廃止運動に絡んで年上の女性と養子縁組をし、1984年4月に文通のやり取りで親しくなった片岡の養母の孫娘であり片岡の義理の姪（当時10歳）にあたる人物に対して面会を求めたところ、東京拘置所長は幼年者との接見を不許可とすることを規定した監獄法施行規則第120条に基づき不許可処分とした。
益永は、旧監獄法施行規則第120条は日本国憲法第13条と第14条及び第31条に反した違憲規定であり、仮に違憲でなくても本件における接見不許可処分は裁量権を乱用したものであるとして、国家賠償請求を提起した。
1986年9月25日に東京地裁は、監獄法施行規則第120条は幼年者と未決勾留者の接見につき、幼年者の心情を害する具体的な危険を避けるためにその範囲で制限するものであるから、監獄法第50条の委任の範囲を超えているものと判示し、原告の請求を認めて国に5万円の支払いを命じる判決を言い渡した。国は控訴したが、1987年11月25日に東京高裁は「面会制限は未成熟な幼年者の心情を害する具体的な危険がある場合に限られる」等として国に6万円の支払いを命じる判決を言い渡した。国は上告した。
1991年7月9日に最高裁は未決勾留者が制限を受ける場合について「逃亡又は罪状隠滅の防止」「監獄内の規律及び秩序の維持上、放置することのできない程度の障害が生じる相当の蓋然性」を挙げた上で、制約の範囲外においては原則として一般市民としての自由は保障される、とそれまでの判例を踏襲した上で、14歳未満の幼年者との面会を一律に禁じた監獄法施行規則第120条は「接見の自由を著しく制限することになり、法の委任範囲を超えて無効」との判断を下して不許可処分を違法とする一方で、国家賠償責任について「当時、規則の有効性に特に疑いを挟む解釈や裁判上の論議があったわけではなく、規則に従って下したことに過失があったとはいえない」と否定し、原告の請求を棄却した。法律を根拠に出された政省令を最高裁が無効としたのは極めて異例で、監獄法施行規則第120条の効力が否定されたことで賠償請求自体は棄却されたものの原告にとって「実質勝訴」の判決となった。
同年7月25日、法務省は未決勾留者が14歳未満の幼年者との接見を禁止した監獄法施行規則第120条を削除した。